# Magadates
Magadates (en grec antic Μαγαδάτης) va ser un general de Tigranes II d'Armènia. El rei li va confiar el govern de Síria que havia conquerit a Antíoc X Eusebios l'any 83 aC.
Magadates va governar la província durant 14 anys fins que el 69 aC va sortir per ajudar al seu rei contra Luci Licini Lucul·le i llavors Antíoc XIII Asiàtic va aprofitar per recuperar el poder a Antioquia, segons Apià. L'historiador Justí només li atribueix el govern durant vuit anys.